# Ariane à ventre vert
Saucerottia viridigaster
Espèce
Statut de conservation UICN

 LC  : Préoccupation mineure
Statut CITES
L’Ariane à ventre vert (Saucerottia viridigaster) est une espèce de colibris de la sous-famille des Trochilinae.

## Distribution
L’Ariane à ventre vert peuple les Andes colombiennes et vénézuéliennes ainsi que les tepuys.

répartition

## Référence
(en) « Neotropical Birds Online », Cornell Lab of Ornithology, 25 juillet 2011